# Nationalparker i Tyskland
Der er fjorten nationalparker i Tyskland. Nationalparkerne har et samlet areal på 9.620,48 km², hvilket er cirka 2,6 procent af Tysklands areal.
Nationalpark Elbtalaue blev etableret i 1998 og nedlagt igen i 1999, fordi området ikke opfyldte betingelserne.
I begyndelsen af 2005 blev Nationalpark Harz (158 km²) og Nationalpark Hochharz (89 km²) slået sammen under førstnævntes navn.
I Nordrhein-Westfalen planlægger man Nationalpark Senne-Egge, men efter CDU vandt landdagsvalget i 2005 er nationalparkens etablering tvivlsom. Derimod skal Siebengebirge ved Rheinen, sydøst for Bonn, efter Nordrhein-Westfalens landdags planer etableres i 2010 på et 45 km² stort areal.

## Nationalparker
| Nationalpark                                                             | Billede |
| ------------------------------------------------------------------------ | ------- |
| Bayerischer Wald Etableret: 1970 Areal: 242,5 km² (før 1997: 130,42 km²) |         |
| Berchtesgaden Etableret: 1978 Areal: 208,08 km²                          |         |
| Schleswig-Holsteinisches Wattenmeer Etableret: 1985 Areal: 4.415 km²     |         |
| Niedersächsisches Wattenmeer Etableret: 1986 Areal: 2.777,08 km²         |         |
| Hamburgisches Wattenmeer Etableret: 1990 Areal: 137,5 km²                |         |
| Jasmund Etableret: 1990 Areal: 30,03 km²                                 |         |
| Müritz Etableret: 1990 Areal: 318,78 km²                                 |         |
| Sächsische Schweiz Etableret: 1990 Areal: 92,92 km²                      |         |
| Nedre Odertal Etableret: 1990 Areal: 106,35 km²                          |         |
| Vorpommersche Boddenlandschaft Etableret: 1990 Areal: 805 km²            |         |
| Hainich Etableret: 1997 Areal: 76 km²                                    |         |
| Eifel Etableret: 2004 Areal: 107 km²                                     |         |
| Kellerwald-Edersee Etableret: 2004 Areal: 57,24 km²                      |         |
| Harzen Etableret: 2006 (forgænger 1990/94) Areal: 247 km²                |         |